# 579

## Починали
- 30 юли – Папа Бенедикт I